# پیشبرد بنیاد
پیشبرد بنیاد (انگلیسی: Forward the Foundation) رمانی‌ست نوشتهٔ نویسندهٔ آمریکایی آیزاک آسیموف که پس از مرگ او در سال ۱۹۹۳ چاپ شد. این کتاب دومین پیش‌درآمدِ مجموعهٔ بنیاد است. تقریباً به همان سبک رمان اصلی (بنیاد) نوشته شده، رمانی ایجاد شده از فصل‌هایی با فاصله‌های طولانی در بین آنها. هر دو کتاب در ابتدا به صورت داستان‌های کوتاهِ مستقل در مجله‌های علمی-تخیلی منتشر شدند.
خواندن دقیقِ پیشبرد بنیاد می‌تواند افکار درونی آسیموف را در پایان عمر روشن کند.

## خلاصهٔ داستان
پیشبرد بنیاد به گاه‌شماری زندگی هری سلدون، که در سرآغاز بنیاد شروع شد، می‌پردازد.

## یادداشت
1. ↑  این کتاب با عنوان پیشبرد بنیاد کهکشانی (چاپ‌ونشر بنیاد، چاپ اول ۱۳۷۶) به ترجمهٔ «پیمان اسماعیلیان خامنه» منتشر شده‌است.